# امر- ارفشایدنوین
امر- ارفشایدنوین (به هلندی: Emmer-Erfscheidenveen) یک منطقهٔ مسکونی در هلند است که در امن (درنته) واقع شده‌است.